# مامجي
مامجي هو مسلسل تم إنتاجه في السعودية. بدأ عرضه في سنة 2020 على شاهد نت. بلغ عدد حلقاته 22 حلقة، وتبلغ مدة الحلقة الواحدة 35 دقيقة. وهو من إخراج يعقوب المهنا. تم بث المسلسل لأول مرة بتاريخ 11 أبريل 2020. من بطولة فيصل العيسى، سامر المصري، عبدالعزيز برناوي، مهند الجميلي، نرمين محسن وعبدالله البلوشي.

## القصة
تبدأ مغامرة مشاري وزملاؤه عند تحول تجربتهم في لعبة عادية إلى معركة للبقاء على قيد الحياة في أراضي مامجي اللعبة الخيالية المصممة من قبل مستر أي تي.